# Landeshaus der Provinz Schlesien

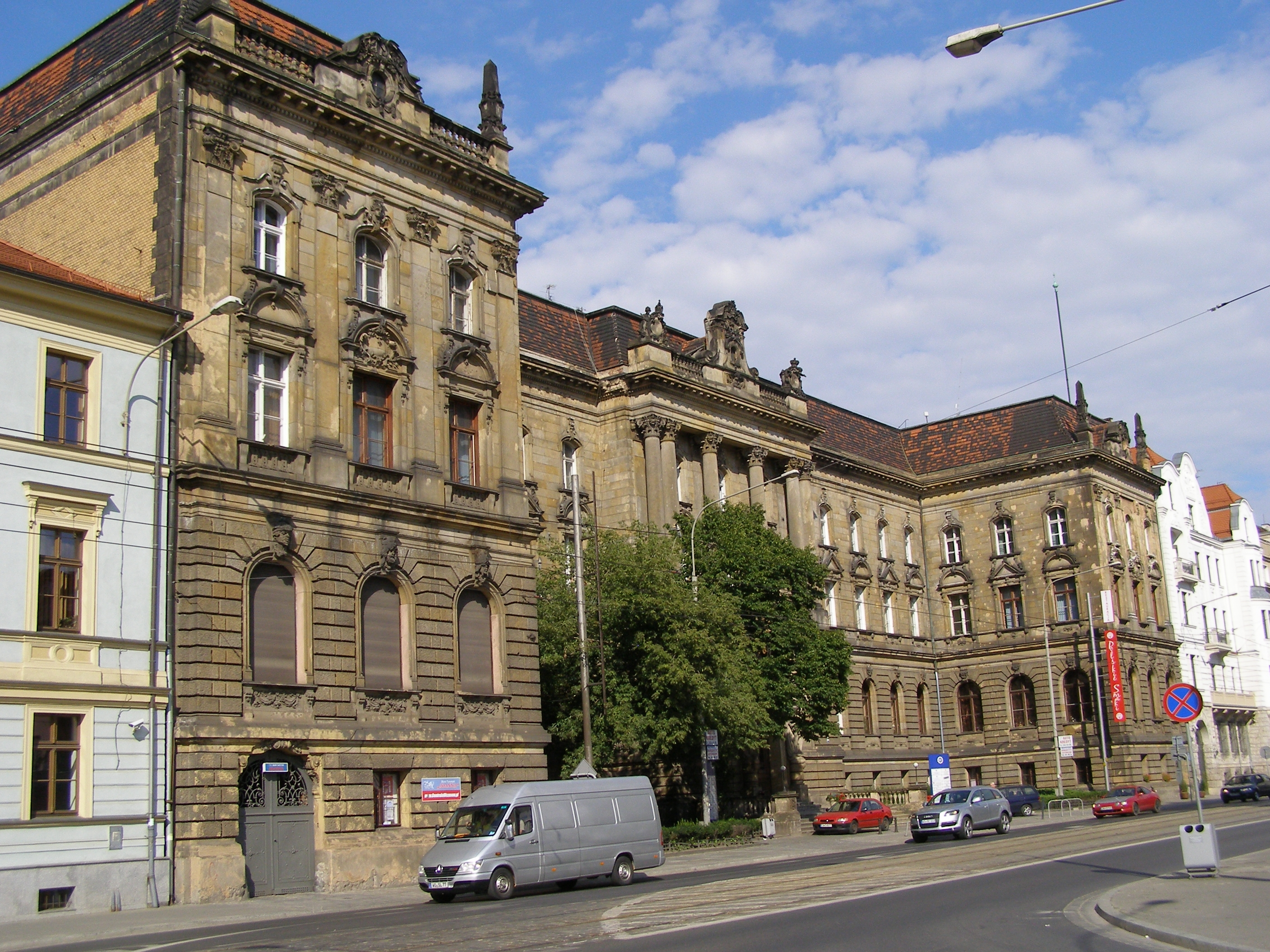
Landeshaus der Provinz Schlesien, 2013

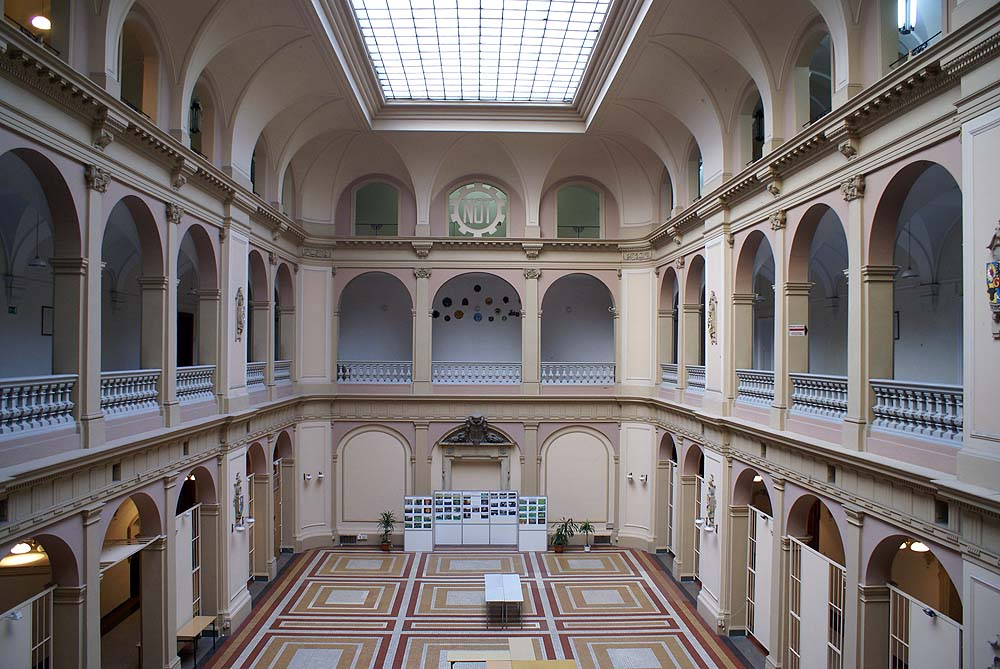
Lichthof

Das ehemalige Landeshaus der Provinz Schlesien (polnisch Dawny gmach Sejmu Prowincji Śląskiej) ist ein Parlaments- und Verwaltungsgebäude in Breslau. 
Das Gebäude wurde 1892–1895 für den preußischen Provinziallandtag, das legislative Organ des Provinzialverbandes Schlesien (= Selbstverwaltung der preußischen Provinz) errichtet.

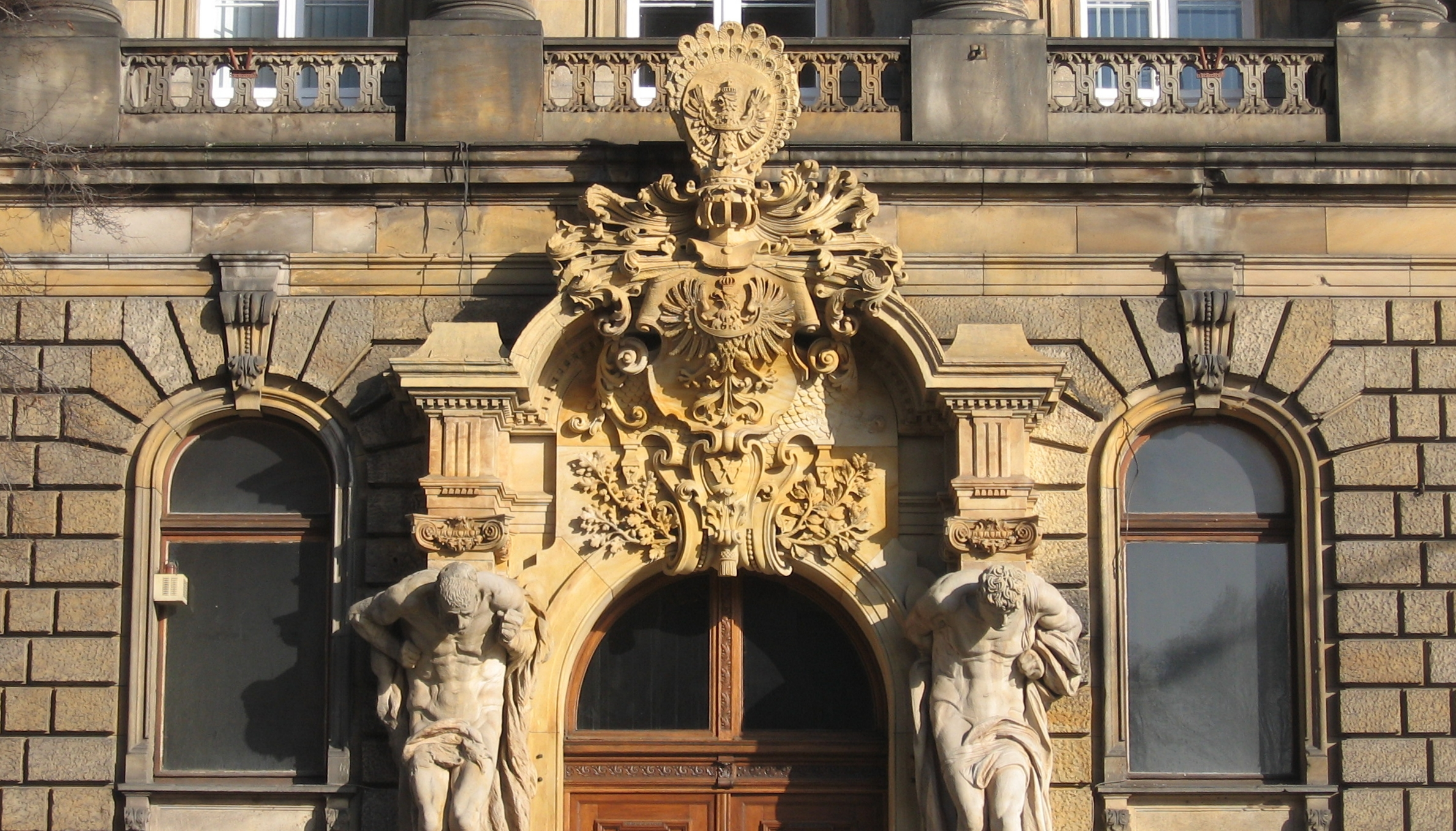
Hauptportal

## Ausstattung und Architektur
Die Fassade des repräsentativen neobarocken Gebäudes mit reichem ornamentalen Schmuck besteht aus Sandstein. Zu beiden Seiten des Hauptportals befinden sich vom Bildhauer Christian Behrens geschaffene steinerne Atlanten und über dem Portal das große Schlesische Adlerwappen.
Der große Sitzungssaal des Landeshauses war dem Vorbild des Reichstagssitzungssaals in Berlin nachempfunden. Der riesige Kronleuchter des Saals war mit 200 Glühlampen ausgestattet. Imposant war auch der Lichthof unter der Kuppel, in dem während des Dritten Reichs wiederholt Staatsakte stattfanden, aber auch bedeutsame Ausstellungen.
Das Landeshaus überstand den Zweiten Weltkrieg nahezu unbeschädigt. Seit dem Übergang an Polen 1945 ist es Sitz der „Naczelna Organizacja Techniczna“ (Oberste Technische Organisation).